# Garibalde Mendonça
Luiz Garibalde Rabelo de Mendonça (Aracaju, 9 de junho de 1956) é um político brasileiro. Em 2018, foi eleito deputado estadual de Sergipe pelo Movimento Democrático Brasileiro (MDB) com 22 819 votos.
Em 2022, filiou-se ao Partido Democrático Trabalhista (PDT).